# Nokia Lumia 820
Il Nokia Lumia 820 (IPA: [nɑkiə.lʊmɪɑ.eɪt.twentɪ]) è uno smartphone prodotto da Nokia facente parte della serie Lumia.

## Storia
È stato presentato, insieme al Nokia Lumia 920, il 5 settembre 2012 al Nokia World 2012 a New York; il dispositivo viene considerato di fascia medio-alta. Questo smartphone è un ottimo compromesso per chi non vuole spendere molto ma vorrebbe un dispositivo comunque all'avanguardia.

## Dettagli
Il Nokia Lumia 820 vanta dimensioni più contenute rispetto al suo fratello maggiore Nokia Lumia 920 ed una massa minore. Presenta inoltre varie peculiarità distintive come la possibilità di rimozione della cover, aggiunta di SD Card (in aggiunta agli 8GB già inclusi e ai 7GB di spazio disponibile grazie a OneDrive) e display di tipo AMOLED. È inoltre possibile la ricarica wireless grazie ad un'apposita cover dedicata. È uno smartphone business oriented della famiglia Nokia Lumia.
Il Nokia Lumia 820 permette di visualizzare, modificare, creare e condividere i documenti di Microsoft Office avendo già preinstallati i programmi Word, Excel e PowerPoint. Presente inoltre un client email, i calendari condivisi con Microsoft for Exchange e OneNote per gestire gli appunti. Windows Phone 8 permette di personalizzare il Nokia Lumia 820, organizzando le applicazioni da avere nella schermata iniziale grazie alle Live Tiles, con cui è possibile ricevere informazioni in tempo reale dalle applicazioni installate. Sono presenti 2 fotocamere, una anteriore da 0,3 megapixel (VGA) ed una posteriore da 8,7 megapixel con lente Carl Zeiss. Nell'applicazione di gestione delle fotografie sono presenti filtri digitali per l'elaborazione delle immagini. Smart Shoot è la funzionalità che permette di fare più scatti con un solo clic e di modificare le immagini per avere la foto perfetta. La modalità Panorama permette invece di scattare foto in modalità panoramica, particolarmente utile per i paesaggi. Il display del Lumia 820 è di tipo super sensibile ed è utilizzabile anche con i guanti.

## Caratteristiche e applicazioni
- Super Sensitive Touch per utilizzare lo smartphone Nokia Lumia 820 anche con guanti e con unghie.
- ClearBlack Display che ne permette l'utilizzo anche sotto la luce diretta del sole.
- Fotocamera posteriore di 8,7 megapixel con autofocus e dual flash LED e lenti digitali Nokia per donare effetti particolari alle foto.
- Ampio display da 4,3 pollici.

Molte sono inoltre le applicazioni sviluppate da Nokia:
- HERE Maps sviluppata da Nokia che permette l'utilizzo delle mappe anche in modalità offline.
- Foto Effetto Cinema che aggiunge movimenti alle immagini statiche.
- Nokia Musica con Mix Radio che permette di ascoltare e scaricare gratuitamente oltre 150 mix playlist già disponibili oppure di crearne di personalizzate.
- Smart Shoot, che consente di creare la foto di gruppo perfetta, catturando immagini multiple e selezionando le migliori espressioni del viso.
- PhotoBeamer con cui è possibile far diventare il proprio Lumia un proiettore portatile.[3]
- Nokia Place Tag per far diventare le proprie immagini delle cartoline elettroniche con informazioni quali meteo o luogo.
- Creazione suoneria per personalizzare la suoneria del proprio smartphone.[4]
- Schermata Glance per mostrare l'ora e le notifiche anche col dispositivo bloccato.
- Riattivazione al tocco introdotta per la prima volta da Nokia sul modello N9, ed in seguito adottata da altri produttori (ad esempio LG), questa funzione serve per far apparire la schermata di blocco semplicemente toccando due volte in rapida successione il display, senza dovere cliccare il tasto laterale di blocco/sblocco

## Caratteristiche tecniche[5]

### Display
Tipologia: AMOLED con tecnologia Super Sensitive Touch per utilizzare lo smartphone anche con i guanti e multi-touch capacitivo.
Dimensioni: 4,3"
Risoluzione: 800 x 480
Caratteristiche schermo: ClearBlack Display per neri più profondi e una migliore visualizzazione dello schermo anche sotto la luce diretta del sole, controllo automatico della luminosità per il risparmio energetico, Sensore di orientamento, modalità alta luminosità, profilo cromatico Lumia, angolo di visualizzazione ampio, leggibilità alla luce solare potenziata

### Fotocamera
Fotocamera posteriore: 8,7 Megapixel (f/2.2, 6 lenti Carl Zeiss) con dual-LED flash e Tap To Focus - Video in Full HD a 1080p
Videocamera secondaria: Registrazione video, e ha una risoluzione da 640 x 480 pixels a 30 fps.

## La variante T-Mobile: Nokia Lumia 810
Nokia Lumia 810 viene presentato l'8 ottobre 2012 da Nokia come variante del Lumia 820 destinata ad essere commercializzata esclusivamente da T-Mobile nel solo mercato statunitense. Il terminale presenta tratti simili al Lumia 820, di cui condivide le caratteristiche hardware (tranne il display OLED), incorporando però alcuni elementi di design tipici del Lumia 920, quali gli altoparlanti posti ai lati dell'uscita micro-USB invece che sul retro; l'obiettivo della fotocamera esterna, incorporato in un vetro nero allungato verticalmente invece che orizzontalmente oppure la fotocamera interna, collocata vicino allo speaker invece che sul lato della cornice in vetro.
La vendita cessa pochi mesi dopo la presentazione, ad aprile 2013.

## La variante Verizon: Nokia Lumia 822
Il 29 ottobre 2012 Nokia presenta una variante del Nokia Lumia 820 destinata al solo mercato statunitense e ne concede la distribuzione in esclusiva a Verizon, come con il Lumia 810 per T-Mobile. 
Il dispositivo, denominato Nokia Lumia 822, differisce per il design, più arrotondato nelle forme, ma soprattutto per la compattezza (pesa ad esempio 142 g contro i 160 dell'820) e per altri piccoli particolari (batteria migliore, da 1800 mAh, e fotocamera anteriore con risoluzione maggiore, da 1,2 mpx). 
Viene commercializzato a partire dall'autunno dello stesso anno.